# Rytigynia congesta
Rytigynia congesta är en måreväxtart som först beskrevs av Kurt Krause, och fick sitt nu gällande namn av Robyns. Rytigynia congesta ingår i släktet Rytigynia och familjen måreväxter.
Artens utbredningsområde är Ekvatorialguinea. Inga underarter finns listade i Catalogue of Life.